# فيلي وود (لاعب غولف)
فيلي وود (بالإنجليزية: Willie Wood)‏ هو لاعب غولف أمريكي، ولد في 1 أكتوبر 1960 في كينغزفيل في الولايات المتحدة.

## وصلات خارجية
- فيلي وود على موقع رابطة لاعبي الغولف المحترفين (الإنجليزية)
- فيلي وود على موقع التصنيف العالمي الرسمي للغولف (الإنجليزية)